# Гайрайго
Гайрайго (яп. 外来語, букв. «пришедшее извне слово») — класс лексики в японском языке, объединяющий заимствования из других языков, за исключением китайского (для слов китайского происхождения есть отдельный термин — канго).

## Описание
Большая часть гайрайго записывается катаканой. Ранее для этой цели использовались атэдзи. Количество гайрайго в современных текстах, особенно в научной и научно-технической литературе, весьма значительно и достигает в отдельных фрагментах 30-70 % от общего количества знаков. В стране регулярно выходят словари новых гайрайго.
На основании заимствованных слов происходит словообразование, часто со смещением смысла (васэй-эйго): クーラー ку: ра: — от англ. cooler — кондиционер; トランジスタ торандзисута — от англ. transistor (сленг. транзисторный радиоприёмник) — в разговорной речи бойкий, живой человек.
Хорошее знание английского языка (или знание терминологии на английском языке в интересующей области) позволяет в большинстве случаев быстро узнавать в слове, записанном азбукой катакана, его английский эквивалент. Однако вследствие естественного различия между английской и японской фонетикой некоторые слова становятся трудноузнаваемыми. В этих случаях становится необходимым знание правил транскрибирования. Некоторая часть заимствований, особенно новейших, не отражена в выпущенных словарях и может не попасть в словари впоследствии.
Японцы относят к гайрайго и васэй-эйго — псевдоанглицизмы, то есть такие конструкции из слов английского происхождения, которые не существуют в английском языке.

## Слои лексики
- Первичные заимствования из европейских языков (XVI—XVIII века), преимущественно из португальского и голландского — в основной своей массе это названия предметов, ранее неизвестных в Японии: コーヒー ко: хи: — кофе, ガラス гарасу — стекло, タバコ табако — сигареты, табак. Эти слова не имеют японских аналогов, могут писаться иероглифами, подбираемыми в основном по звучанию (珈琲 — кофе, 硝子 — стекло), реже по смыслу (煙草 — табак), хотя сейчас такая запись считается устаревшей.
- Многочисленные заимствования со времён реставрации Мэйдзи (1867—1868) по 30-е годы XX века (около 5500 слов) из английского, французского, немецкого, русского языков (например, слово イクラ икура происходит от русского икра).
- Послевоенные заимствования с середины XX века по наши дни, преимущественно из американского английского. На данный момент встречаются в речи чаще других.

## Примеры
| Транслитерация    | Японский язык        | Оригинал                                 | Значение в японском                                   | Язык оригинала |
| ----------------- | -------------------- | ---------------------------------------- | ----------------------------------------------------- | -------------- |
| каппа             | 合羽                 | capa                                     | плащ-дождевик                                         | Португальский  |
| отэмба            | お転婆               | ontembaar (=неконтролируемая)            | девчонка-сорванец                                     | Голландский    |
| арубайто ／ байто | アルバイト ／ バイト | Arbeit (=работа)                         | работа на неполный рабочий день                       | Немецкий       |
| абэкку            | アベック             | avec (=вместе с)                         | романтическая пара                                    | Французский    |
| адзито            | アジト               | агитпункт                                | злодейское логово                                     | Русский        |
| афута: са: бису   | アフターサービス     | after service (= сервис после (продажи)) | обслуживание клиента, поддержка пользователей, услуги | Английский     |